# Balazar
Balazar – sołectwo w Portugalii, w dystrykcie Porto, w regionie Północ, w gminie Póvoa de Varzim. W 2011 miejscowość była zamieszkiwana przez 2543 mieszkańców.